# Tie Cup Competition
A Tie Cup Competition ou Cup Tie Competition, também conhecida como Copa de Competencia Chevallier Boutell, foi uma competição internacional de futebol, disputada entre equipes das associações da Argentina e do Uruguai. O torneio foi realizado entre 1900 e 1919, num total de 20 edições. O troféu em disputa foi doado pelo presidente da Argentine Association Football League (atual AFA), Francis Chevallier Boutell, e por isso levou seu nome.

## História
A competição foi instituída em 1900, nos moldes da Copa da Inglaterra, a FA Cup. A taça foi doada por Francis Hepburn Chevallier Boutell — então presidente da Argentine Association Football League em 1900 — para ser disputada entre equipes da Argentine Association Football League (AAFL), Asociación Rosarina e The Uruguay Association Football League (TUAFL).[carece de fontes?]
A princípio, foi organizada pela The Argentine Football Association, e a partir de 1907, passou a ser organizada em conjunto pela Argentine Football Association (nova denominação da The Argentine Football Association) e Liga Uruguaya de Football (nova denominação da The Uruguay Association Football League). A Argentine Football Association passou a denominar-se Asociación Argentina de Football a partir de 1912, e a Liga Uruguaya de Football tornou-se Asociación Uruguaya de Football.

## Regulamento

### Sistema de disputa
Inicialmente, a competição contava com quatro equipes, sendo duas da AAFL (Argentina), uma da TUAFL (Uruguai) e uma da cidade de Rosario (Argentina). Tudo começava com as rodadas semifinais, disputadas nas cidades de Montevidéu (Uruguai) e Rosario (Argentina), e em ambos os casos, os representantes da associação de Buenos Aires jogaram como visitantes. Esse formato permaneceu até 1907, quando a copa passou a ser disputada entre um representante da Argentina e do Uruguai. Os participantes eram determinados por meio de copas de qualificação, no caso, a Copa de Competencia Jockey Club, para o time argentino, e a Copa de Competencia, para o time uruguaio.[carece de fontes?]

## Campeões

### Edições
A lista a seguir inclui todas as edições da Tie Cup Competition:

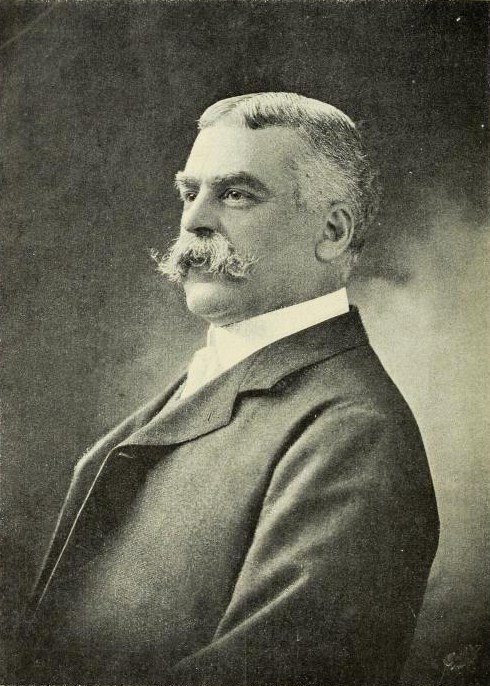
Francis Chevallier-Boutell, presidente da Associação Argentina, doador do troféu

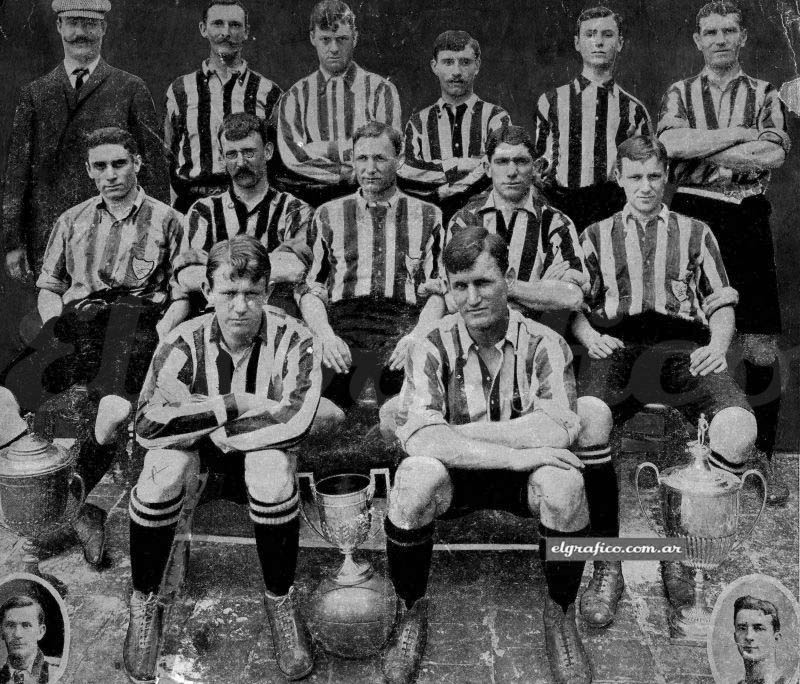
Clube argentino Alumni (posando com a taça entre outros troféus) é o time mais vencedor com 6 títulos

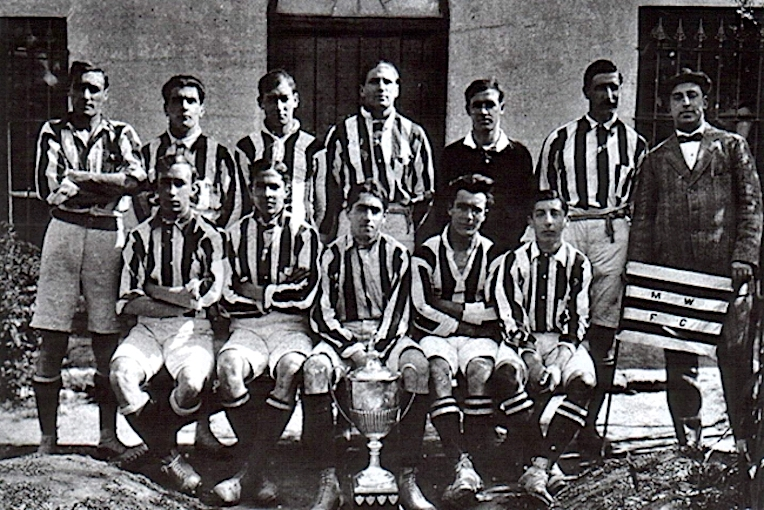
Montevideo Wanderers com o troféu em 1911

| Ano  | Campeão             | Vice-campeão        | Placar              | Local                                       |                     |
| ---- | ------------------- | ------------------- | ------------------- | ------------------------------------------- | ------------------- |
| 1900 | Belgrano AC         | Rosario AC          | 2 – 0               | Flores Old Ground, Buenos Aires             |                     |
| 1901 | Alumni              | Rosario AC          | 2 – 1 (pro.)        | Lomas AC, Lomas de Zamora                   |                     |
| 1902 | Rosario AC          | Alumni              | 1 – 1 (pro.)        | Sociedad Sportiva Argentina, Buenos Aires   |                     |
| 1902 | Rosario AC          | Alumni              | 1 – 1 (pro.)        | Sociedad Sportiva Argentina, Buenos Aires   |                     |
| 1902 | Rosario AC          | Alumni              | 2 – 1 (pro.)        | Sociedad Sportiva Argentina, Buenos Aires   |                     |
| 1903 | Alumni              | Rosario AC          | 3 – 2 (pro.)        | Sociedad Sportiva Argentina, Buenos Aires   |                     |
| 1904 | Rosario AC          | CURCC               | 3 – 2 (pro.)        | Flores Old Ground, Buenos Aires             |                     |
| 1905 | Rosario AC          | CURCC               | 4 – 3 (pro.)        | Sociedad Sportiva Argentina, Buenos Aires   |                     |
| 1906 | Alumni              | Belgrano AC         | 10 – 1              | Quilmes AC, Quilmes                         |                     |
| 1907 | Alumni              | CURCC               | 3 – 1               | Ferro C. Oeste, Buenos Aires                |                     |
| 1908 | Alumni              | Wanderers           | 4 – 0               | Belgrano AC, Buenos Aires                   |                     |
| 1909 | Alumni              | CURCC               | 4 – 0               | Estádio G.E.B.A., Buenos Aires              |                     |
| 1910 | (Não houve campeão) | (Não houve campeão) | (Não houve campeão) | (Não houve campeão)                         | (Não houve campeão) |
| 1911 | Wanderers           | San Isidro          | 2 – 0               | Estádio G.E.B.A., Buenos Aires              |                     |
| 1912 | San Isidro          | Nacional            | 1 – 0               | Racing Club, Avellaneda                     |                     |
| 1913 | Nacional            | San Isidro          | 1 – 0               | Racing Club, Avellaneda                     |                     |
| 1914 | River Plate         | Bristol             | 1 – 0               | Ferro C. Oeste, Caballito (c. Buenos Aires) |                     |
| 1915 | Nacional            | Porteño             | 2 – 0               | Estádio G.E.B.A., Buenos Aires              |                     |
| 1916 | Peñarol             | Rosario Central     | 3 – 0               | Racing Club, Avellaneda                     |                     |
| 1917 | Wanderers           | Independiente       | 4 – 0               | Racing Club, Avellaneda                     |                     |
| 1918 | Wanderers           | Porteño             | 2 – 1               | Estádio G.E.B.A., Buenos Aires              |                     |
| 1919 | Boca Juniors        | Nacional            | 2 – 0               | Sportivo Barracas, Buenos Aires             |                     |

### Títulos por equipe
| Time         | Títulos | Anos do título                     |
| ------------ | ------- | ---------------------------------- |
| Alumni       | 6       | 1901, 1903, 1906, 1907, 1908, 1909 |
| Rosario AC   | 3       | 1902, 1904, 1905                   |
| Wanderers    | 3       | 1911, 1917, 1918                   |
| Nacional     | 2       | 1913, 1915                         |
| Belgrano AC  | 1       | 1900                               |
| San Isidro   | 1       | 1912                               |
| River Plate  | 1       | 1914                               |
| Peñarol      | 1       | 1916                               |
| Boca Juniors | 1       | 1919                               |

### Títulos por país
| País      | Títulos | Times                                                                  |
| --------- | ------- | ---------------------------------------------------------------------- |
| Argentina | 13      | Belgrano AC, Alumni, Rosario AC, San Isidro, River Plate, Boca Juniors |
| Uruguai   | 6       | Wanderers, Nacional, Peñarol                                           |